# Дану
Дану (рум. Danu) — село у Глоденському районі Молдови. Адміністративний центр однойменної комуни, до складу якої також входять села Каменкуца та Ніколаєвка.
Переважна більшість населення - українці.

## Населення
За даними перепису населення 2004 року у селі проживали 3063 особи; 2014 рік - 2979 осіб.
Національний склад населення села:
| 2004                 | 2004           | 2004      | 2014           | 2014      |
| національність       | кількість осіб | частка, % | кількість осіб | частка, % |
| -------------------- | -------------- | --------- | -------------- | --------- |
| українці             | 2567           | 83,8      | 2328           | 78,1      |
| молдавани румуни     | 217 3          | 7,1 0,1   | 309 ...        | 10,4 ...  |
| цигани               | 167            | 5,5       | 189            | 6,3       |
| росіяни              | 91             | 3,0       | 131            | 4,4       |
| болгари              | 5              | 0,2       | ...            | ...       |
| гагаузи              | 3              | 0,1       | ...            | ...       |
| поляки               | 3              | 0,1       | ?              | ?         |
| інша / без відповіді | 7              | 0,2       | 11             | 0,4       |
| Всього               | 3063           | 100       | 2979           | 100       |

Повсякденна мова мешканців села (2014, %): 
| мова                 | кількість осіб | частка, % |
| -------------------- | -------------- | --------- |
| українська           | 2102           | 70,57     |
| російська            | 553            | 18,57     |
| молдовська/румунська | 155            | 5,20      |
| циганська            | 132            | 4,43      |
| інші мови            | 3              | 0,10      |
| не вказали           | 34             | 1,14      |